# Ignasi Giralt i Lleys
Ignasi Giralt i Lleys era clergue als 21 anys i, moment en què l'Ajuntament de Castelló d'Empúries li va convedir el magisteri de capella de la basílica de Santa Maria, càrrec que va exercir durant dos anys. En aquests dos anys, Giralt va deixar constància del seu repertori musical, del qual es conserven sis composicions de les quals cal esmentar un rosari per a quatre veus i orquestra, on hi consten els noms de Callís i Riera, dos intèrprets de l'orquestra de la Vila.